# Нао
Нао (исто нау, из лат. navis, брод, види порт. navio) је назив за врсту једрењака са два или три јарбола који се развио у Португалу и Шпанији у 15. веку. Личио је на когу и каравелу, али је био већи и тежи од каравеле, док је кога имала обично по један јарбол.
Брод се развио под утицају италијанских бродова, португалских и каталонских једрењака и посебно француског нефа, омиљеног брода крсташа у 11. и 12. веку. У 14. веку јављају се први бродови са називом нао, тад су имали два јарбола.
Нао се често класификовао једнако са караком, најзнаменитијим типу једрењака крајем средњег века до почетка новог доба. Тако је на пример и Кристифор Колумбо своју санта марију називао једним нао.
Нао је, заједно са караком, у 16. веку еволуирао у галеон.